# 莫里斯山 (埃爾斯沃思地)

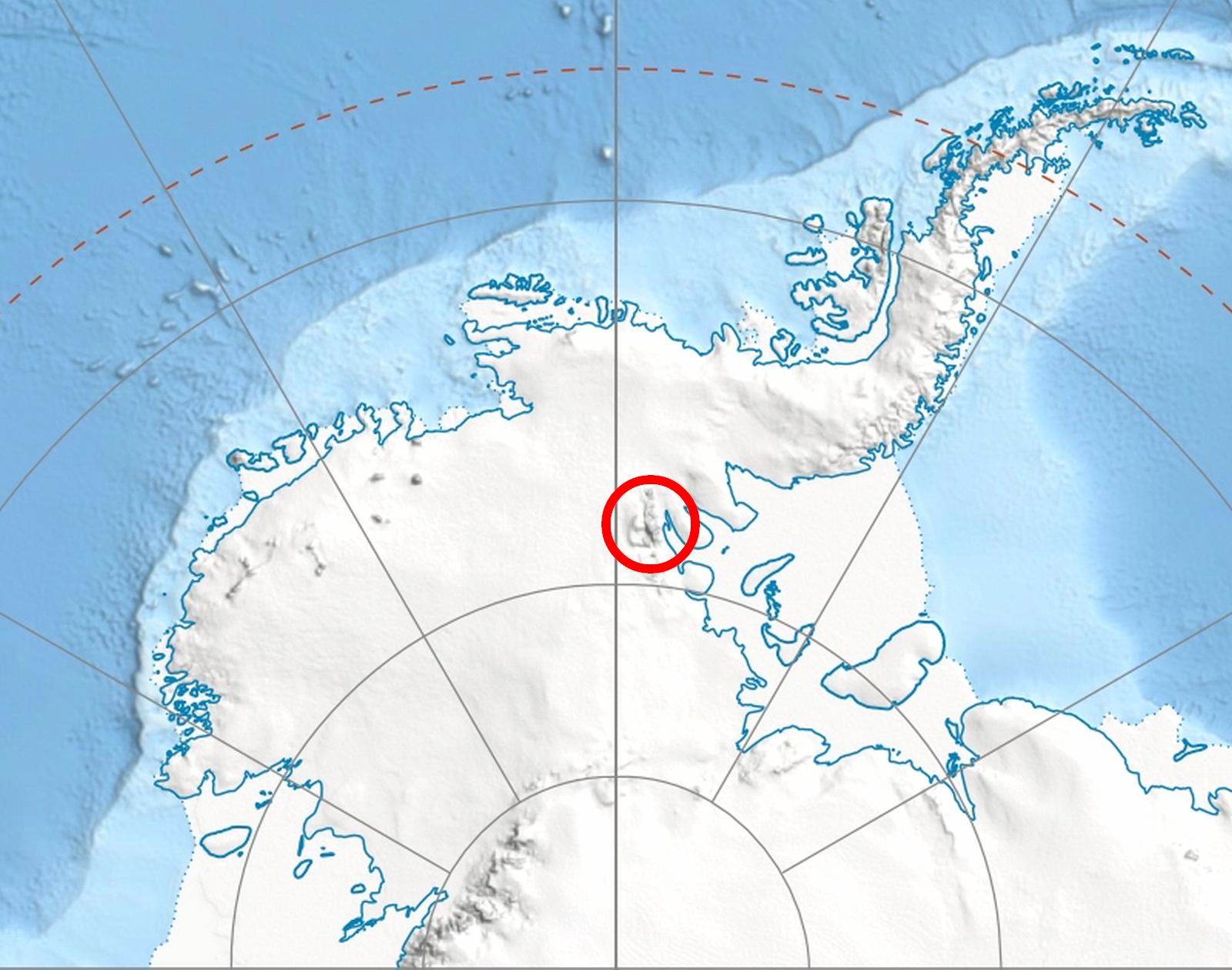

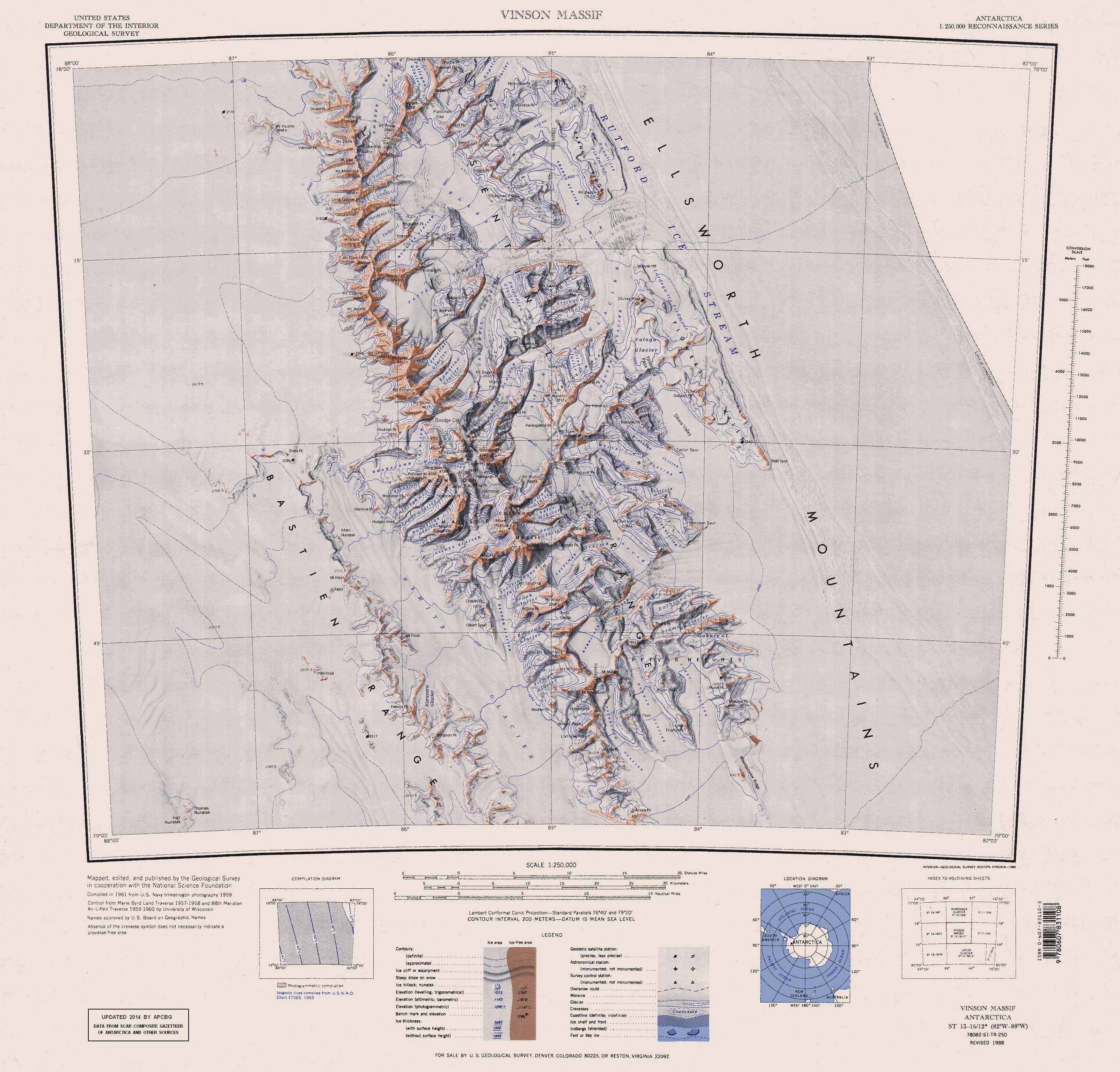

莫里斯山（英語：Mount Morris），是南極洲的山峰，位於埃爾斯沃思地，處於奧斯滕索山以南2公里，屬於埃爾斯沃思山脈中森蒂納爾嶺的一部分，現時由南極條約體系管理。